# Pruebas destructivas
Se conocen como pruebas destructivas (DPA por sus siglas en inglés) en ingeniería y mecánica las pruebas que se realizan a la falla de la muestra, con el fin de comprender el desempeño de una muestra o el comportamiento del material bajo diferentes cargas. Por lo general, estas pruebas son mucho más fáciles de realizar, proporcionan más información y son más fáciles de interpretar que las pruebas no destructivas. Las pruebas destructivas son más adecuadas y económicas para los objetos que se producirán en serie, ya que el costo de destruir una pequeña cantidad de muestras es insignificante. Por lo general, no es económico realizar pruebas destructivas cuando solo se van a producir uno o muy pocos elementos (por ejemplo, en el caso de un edificio). El análisis y la documentación del modo de falla destructiva a menudo se logra utilizando una cámara de alta velocidad graba continuamente hasta que se detecta la falla. La detección de la falla se puede lograr utilizando un detector de sonido o un medidor de tensión que produce una señal para activar la cámara de alta velocidad. Estas cámaras de alta velocidad tienen modos de grabación avanzados para capturar casi cualquier tipo de falla destructiva. Después del fallo, la cámara de alta velocidad dejará de grabar. Las imágenes capturadas se pueden reproducir a cámara lenta mostrando con precisión lo que sucede antes, durante y después del evento destructivo, imagen por imagen. 

## Métodos y técnicas

### Prueba de grandes estructuras

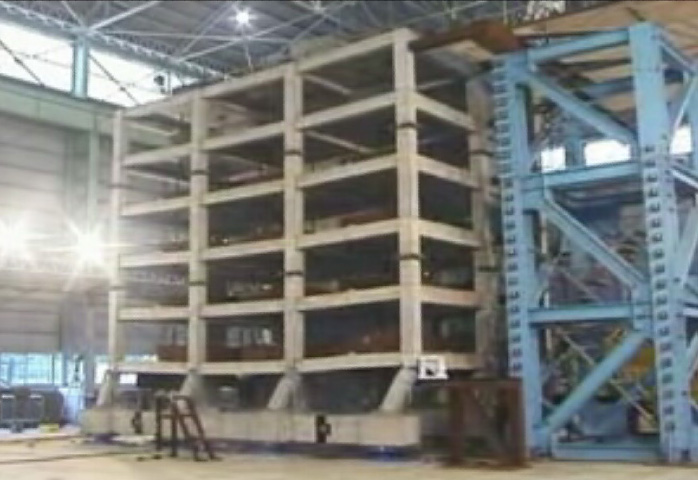
Instantánea de un video de la mesa vibratoria de un edificio de concreto no dúctil de 6 pisos

Las estructuras de edificios o las estructuras grandes no pensados para vivienda (como presas y puentes) rara vez se someten a pruebas destructivas debido al costo prohibitivo de construir un edificio, o un modelo a escala de un edificio, solo para destruirlo. 
La ingeniería de terremotos requiere una buena comprensión de cómo se comportarán las estructuras en los terremotos. Los ensayos destructivos se realizan con mayor frecuencia para estructuras que se van a construir en zonas sísmicas. Estas pruebas a veces se denominan pruebas de choque y se llevan a cabo para verificar el desempeño sísmico diseñado de un edificio nuevo o el desempeño real de un edificio existente. Las pruebas se llevan a cabo, en su mayoría, en una plataforma llamada mesa vibratoria que está diseñada para temblar de la misma manera que un terremoto. Los resultados de esas pruebas a menudo incluyen los correspondientes vídeos de mesas vibratorias. 
Las pruebas de estructuras en terremotos se realizan cada vez más modelando la estructura mediante software especializado en elementos finitos. 

### Pruebas de software
Las pruebas de software destructivas son un tipo de prueba de software que intenta hacer que una pieza de software falle de manera incontrolada, con el fin de probar su robustez y ayudar a establecer límites de rango, dentro de los cuales el software operará de manera estable y confiable. 

## Pruebas automotrices

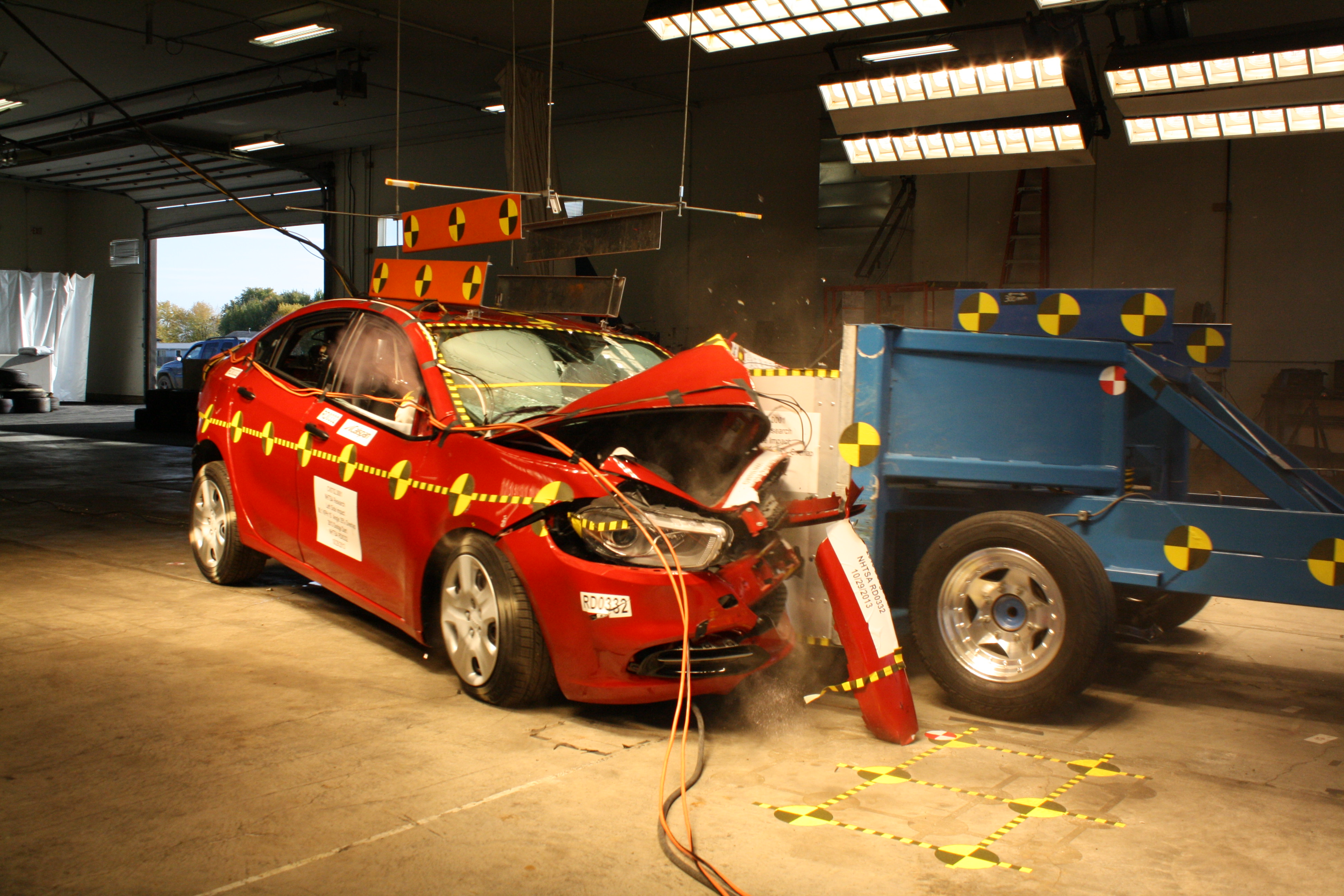
Prueba de choque frontal oblicuo de un Dodge Dart.

Los automóviles están sujetos a pruebas de choque tanto por los fabricantes de automóviles como por una variedad de agencias. 

## Prueba de aeronaves

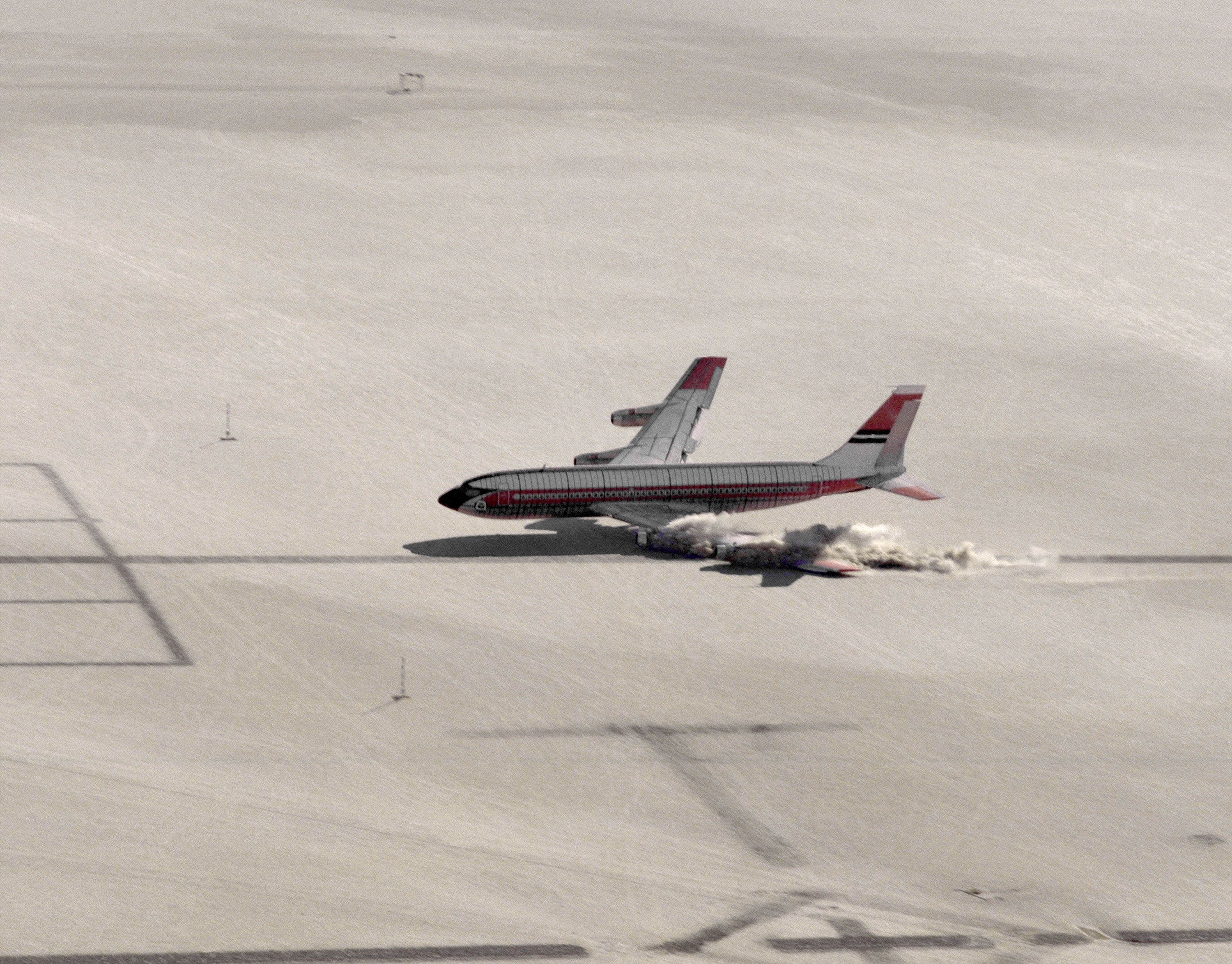
Experimento de seguridad aérea de la NASA "Demostración de impacto controlado". El avión es un Boeing 720 que prueba una forma de combustible para aviones, conocido como " queroseno antivaho ", que forma un gel difícil de encender cuando se agita violentamente, como en un accidente.

También ha habido extensas pruebas destructivas de aviones de pasajeros y militares, realizadas por fabricantes de aviones y organizaciones como la NASA . El experimento del accidente del Boeing 727 de 2012 fue realizado y filmado por el canal Discovery . 